# 細川頼之

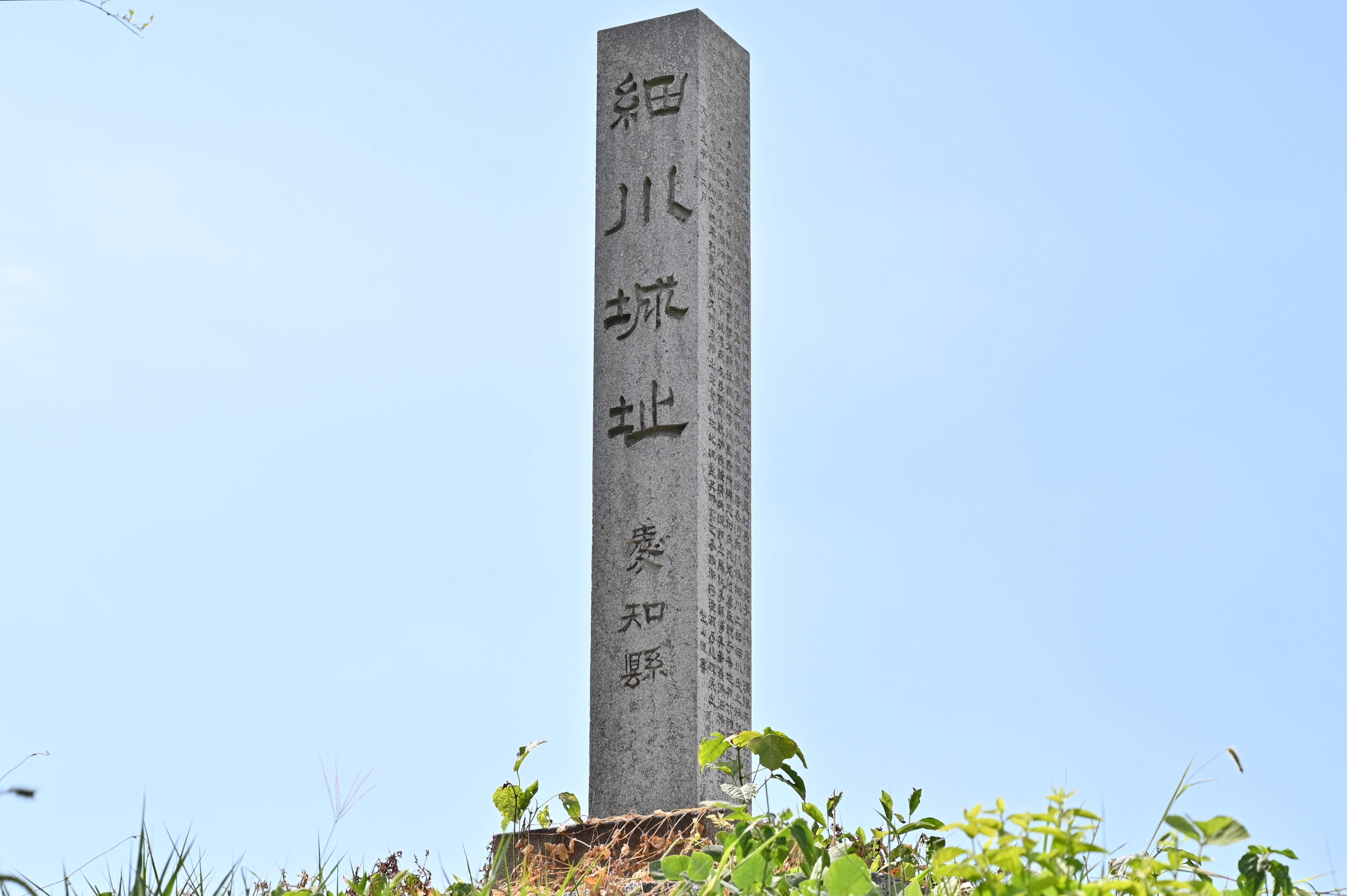
細川頼之の生誕地である細川城址（愛知県岡崎市）

細川 頼之（ほそかわ よりゆき）は、南北朝時代から室町時代初期にかけての守護大名、室町幕府2代管領。官位は従四位下、始め武蔵守、相模守。細川氏の祖義季から直系で数えて6代目に当たる。
観応の擾乱では将軍（足利尊氏）方に属し、四国に下向して阿波・讃岐・伊予などの南朝方と戦った。細川氏の嫡流は伯父細川和氏とその子清氏であったが、2代将軍義詮の執事だった清氏は失脚し、これを討った頼之が幼少の3代将軍義満の管領として幕政を主導、半済令の施行や南朝との和睦などを行った。義満が長じた後、斯波義将らとの政争康暦の政変で一旦失脚するが、後に赦免されて幕政に復帰した。その後は家督を継がせた養子（異母弟）頼元とその子孫が、斯波氏（武衛家）・畠山氏（金吾家）と共に将軍に次ぐ三管領として幕政を担った。頼元以後代々右京大夫（唐名右京兆）の官位に任ぜられたことから、この系統は京兆家（けいちょうけ）と呼ばれ、没落した清氏の系統に代わって細川氏の本家嫡流となった。

## 生涯

### 観応の擾乱から四国平定まで
三河国額田郡細川郷（現在の愛知県岡崎市細川町）にて細川頼春の子として誕生した。幼名は弥九郎。
史料上の初見は観応の擾乱における阿波国での軍事行動となる。初代将軍尊氏に従う父のもとにあったが、観応元年（正平5年、1350年）に阿波の国人小笠原頼清が乱に乗じて南朝に属すると、父に代わり阿波に派遣された。阿波在陣中の観応3年（正平7年、1352年）に南朝の京都侵攻で父が戦死すると、頼之は弔い合戦のため軍を率いて上京、将軍継嗣義詮に属し、讃岐国の軍勢を率いる弟頼有らと共に男山合戦に参加して南軍を駆逐した。その間に阿波の南軍が再び活発になると、頼之は父の阿波守護を継承して領国経営に従事し、小笠原氏や伊予国の河野氏、国人勢力らとの戦いの中、次第に四国における領国支配体制を固める。
この頃、南朝と通じて山名時氏ら反幕府勢力を結集させ、中国地方から伊予にかけて勢力を及ぼし、京都を脅かしていた足利直冬（義詮の異母兄）に対し、義詮が征討の軍を起こした際は、阿波の頼之は伊予への発向が命じられ、文和3年（1354年）には河野通盛に代わって伊予の守護に補任された。
義詮軍は翌年進発したが、越前国守護斯波高経の離反で直冬勢に京都を奪還されたため、頼之は引き返した義詮と共に京都奪還に加わり、摂津神南合戦に加わった。南軍駆逐後は従兄の清氏と共に三宝院賢俊を訪ねるなど京都に滞在し、右馬頭に任じられた。
翌延文元年（1356年）に再び直冬征討軍が起こされると、頼之は備後国守護に補任され、九州で勢力を持っていた直冬の追討を指揮する大将を命じられた。この時頼之は、闕所処分権を将軍尊氏に拒否されたため、就任を固辞し阿波へ下国しようとしたが、従兄清氏の説得で帰京したという。頼之は、阿波の南軍に対しては有力被官新開氏を守護代として備えつつ、自らは中国地方へ発向して備前国・備中国・備後・安芸国・伊予など数カ国を統轄し、各地で軍勢催促や感状授与などの軍事指揮権のほか、所領安堵や守護権限など行政職権を行使している。正式な幕職であるかは不明だが、頼之は軍事指揮者として中国大将、地方統轄者としては中国管領と呼ばれており、長門探題として中国地方に勢力を広げた直冬に対抗させる幕府の意図があったとも考えられている。
頼之が直冬勢力を逼塞させ中国地方を平定しているころ、中央では将軍尊氏が死去して義詮が2代将軍となり、頼之の従兄清氏が執事に任命された。だが、貞治元年（1362年）に清氏が斯波氏や佐々木道誉らとの政争に敗れ南朝側に奔って阿波へ下ったことから、頼之は義詮から清氏討伐を命じられた。7月に讃岐国へ移った清氏勢を、頼之は宇多津（香川県綾歌郡宇多津町）の兵を率いて白峰城で破った。清氏はこの戦いで敗死した。
清氏討伐中、再び活発化した直冬勢力だったが、その有力な支持勢力だった大内弘世や山名時氏らが幕府方に帰順していたため、やがて鎮圧された。時氏の帰順工作には頼之も関わっていたとも言われる。頼之は、中国地方の安定により中国管領を解かれたものの、本国の阿波国に加えて讃岐・土佐国の守護を兼ね、さらに伊予の河野通朝を追討して四国を平定した。

### 管領時代
貞治5年（1366年）に執事（管領）斯波義将とその父高経が失脚する（貞治の変）。頼之は幕府に召還され、佐々木道誉や赤松氏ら反斯波派の支持や鎌倉公方足利基氏の推挙もあって、死去直前の義詮の命により管領に就任した。頼之は当時11歳の新将軍義満を補佐し、官位の昇進、公家教養、将軍新邸である花の御所の造営など将軍権威の確立に関わった。内政面では倹約令など法令の制定、応安元年（1368年）には公家や寺社の荘園を保護する半済令（応安大法）を施行する。またばさらと呼ばれる華美な社会風潮を規制した。
南朝勢力に対しては、応安2年（1369年）に楠木正儀を足利方に寝返らせる工作に成功し、翌年には今川貞世（了俊）を九州探題として派遣して懐良親王ら九州の南軍を駆逐させ、平定を推し進めた。
応安3年（1370年）8月には、北朝後光厳天皇が実子緒仁親王（後円融天皇）への譲位を内々に諮問すると、後光厳の兄の崇光上皇が実子の栄仁親王が正嫡であると主張したため皇位継承問題が発生した。頼之は事態収拾は聖断によるべきと深入りを避けつつも天皇側を支持するが、上皇側は義詮の正室で義満の継母渋川幸子らに運動して対抗すると、頼之は光厳院の遺勅を示して介入を封じた。
さらに比叡山など伝統的仏教勢力と五山の南禅寺など新興禅宗勢力の抗争から政治問題が発生した。天龍寺住職春屋妙葩の発議で進められていた南禅寺の楼門建造を幕府は助成していたが、南禅寺と園城寺の抗争から南禅寺僧定山祖禅が著作において天台を非難すると、叡山側がこれに猛抗議して朝廷に定山祖禅の流罪と楼門の破却を求めた。山門側が神輿を奉じて入京すると、頼之は内裏を警護させ強訴を阻止し、朝廷の要請もあり定山祖禅は流罪に処したが楼門造営は続行させた。山門側は尚も破却を求めて強訴を続け、朝廷や諸将も山門を恐れたため遂に屈し、7月には楼門撤去を決定する。五山側では春屋妙葩が住職を辞するなど幕府の裁定に抗議し、五山側とは溝が生じることとなった。

### 康暦の政変
頼之の施政は、政敵である斯波氏や山名氏との派閥抗争、渋川幸子や寺院勢力の介入、南朝の反抗などで難航した。また、今川了俊の九州制圧も長期化していた。こうした中、頼之は辞意を表明して義満に慰留されることで信任を回復することも何度かあった。
しかし、康暦元年（天授5年、1379年）に頼之の養子頼元を総大将とする紀伊国への南朝征討が失敗する。義満がこれに代えて反頼之派の山名氏清らを征討に向かわせ、さらに斯波氏や土岐頼康に兵を与えたところ、諸将は頼之の罷免を求めて京都へ兵を進め、斯波派に転じた京極高秀らも参加して将軍邸を包囲した（御所巻）。この康暦の政変と呼ばれるクーデターの結果、頼之は義満から退去命令を受けて一族を連れて本幹の領地である讃岐へ落ちて行き、その途上で出家した。後任の管領には斯波義将が就任し、幕府人事も斯波派に改められ、一部の政策は覆された。
義満は斯波派の頼之討伐の要望を抑えたが、政変を知った伊予の河野通堯は幕府に帰服すると斯波派と結んで討伐の御書を受け、頼之に対抗した。頼之は管領時代に弟の頼有に命じて国人の被官化を進めていたことから、その力で通堯や細川正氏（清氏の遺児）らを破り、永徳元年（1381年）には通堯の遺児通義と和睦し、分国統治を進めていった。

### 復権と晩年
頼之の養子頼元は赦免運動を行い、康応元年（1389年）の義満の厳島神社参詣の折には讃岐の国人らの船舶の提供を手配し、宇多津で赦免された。そして、明徳2年（1391年）に斯波義将が義満と対立して管領を辞任したことを機に、義満から上洛命令を受けた頼之が入京を果たした。
義満は頼之の管領復帰を望んでいたが、頼之は既に出家していたため、代わりに頼元を管領とし、頼之はこれを補佐することとなった。幕府役職にない頼之を幕政に参画させるため、義満は将軍の私的な会合に近かった御前沙汰に頼之を加える形式で開催し、重要事項の審議を行った。この先例は、後に義満が嫡男義持に将軍職を譲って出家した後、自ら幕政を主宰する場合にも用いられた。
明徳元年（1390年）、備後国が乱れるにおよび、頼之は備後守護になってこれを平定した。翌年の明徳の乱では幕府方として山名氏清と戦った後、再び京都に召喚されて幕政に関与したが、元中9年/明徳3年（1392年）にはいって風邪が重篤となり3月に死去した。享年64。
葬儀は義満が主催して相国寺で行われた。戒名は法号を用いて、永泰院殿桂巌常久大居士。

## 人物

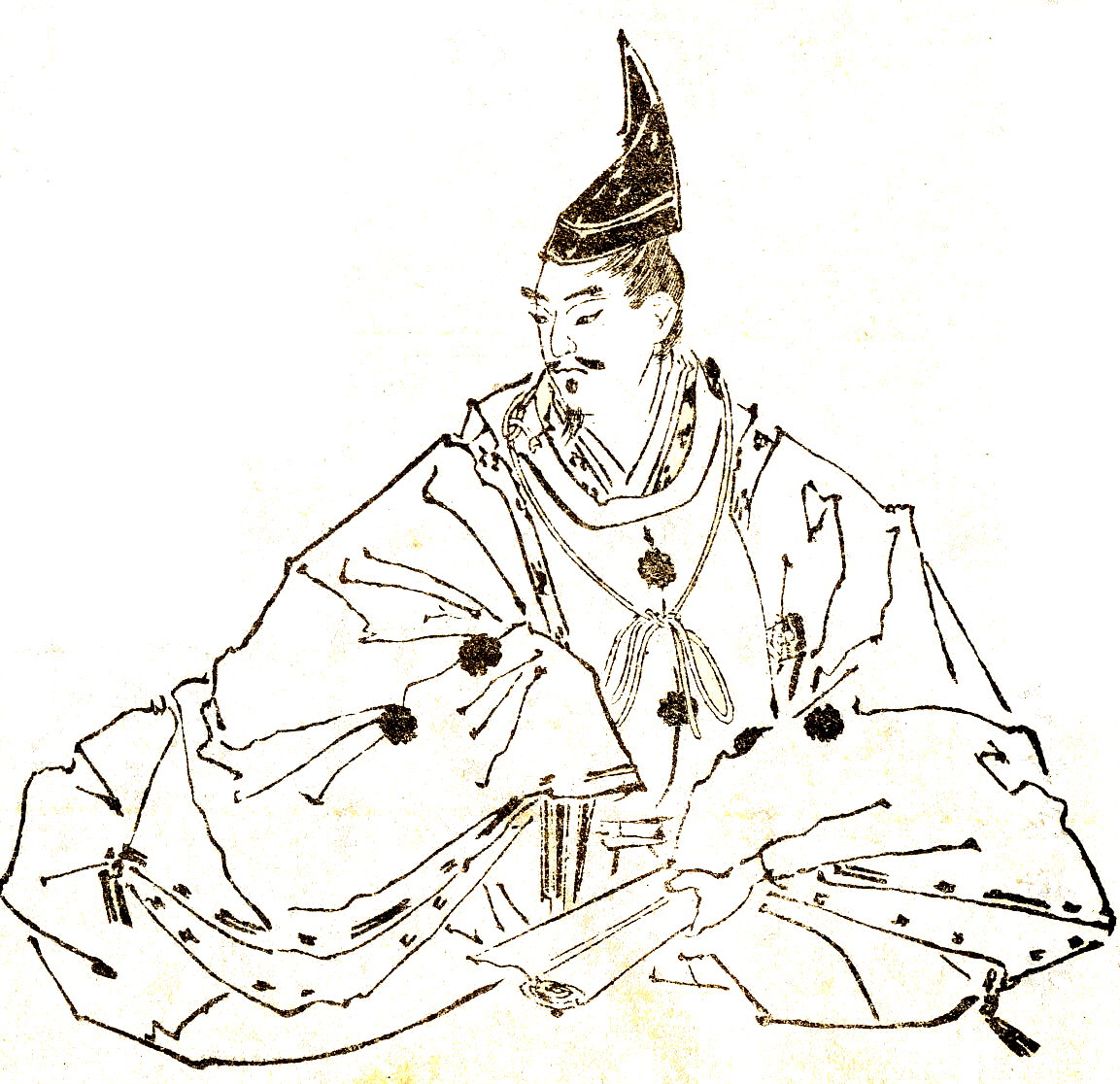
細川頼之（『前賢故実』より）

- 江戸時代の逸話集『雑々拾遺』によれば幼くして聡明さを見せ、『細川三将略伝』によれば従兄の細川清氏と力比べをしたなどの幼少時の逸話や、父頼春に伴われ夢窓疎石の法話を聞き感化されたという。
- 10歳のころ、「主人の御用で使いにゆく途中で親の仇に出会ったらどうするか」が話題になったとき、たちどころに「親の仇を持つものはなによりも仇討ちを遂げるべきであり、そのあいだは主に仕えるべきではない」と述べたという[2]。
- 文化的活動としては和歌や詩文、連歌など公家文化にも親しみ、頼之が詠んだ和歌が勅撰集に入撰している。失脚して四国に落ちていく際に詠んだ漢詩『海南行』も有名である。また、軍事作法について記した書状も存在している。幼少時に禅僧である夢窓疎石から影響を受けたとされ、禅宗を信仰して京都の景徳寺・地蔵院、阿波の光勝寺などの建立を行う。
- 管領を辞任して出家すると言い義満に引き止められたり、評議の場で故意に義満の怒りを買い将軍の権威を高めようとしたとされる。
- 京都での頼之の邸は、火事見舞いの記録などから六条万里小路（京都市中京区）付近と考えられており、幕府が花の御所（室町第、京都市上京区）へ移されるまでは出仕に近い場所であった。
- 『細川家譜』等に拠れば、明徳の乱に従軍した折、路傍の寺院で供え物を拝借したという。細川家ではこれを吉例とし、代々元旦には饗膳を供えたという。
- 江戸時代に徳川家光・家綱の2代にわたって老中を務めた阿部忠秋は、「（酒井忠勝・松平信綱などは）みな政治家の器にあらず、政治家の風あるは、独り忠秋のみありき」「細川頼之以来の執権」と評される。
- 勝海舟は、日本の経済を発展させた歴史上の人物として、豊臣秀吉などと共に頼之を挙げている。

## 家系
父は細川頼春、母は黒沢禅尼。妻は春日局（持明院保世の娘）で室町幕府3代将軍足利義満の乳母となっており、義満と同年代の実子がいたが早世したとも考えられる。弟には、細川氏嫡流（京兆家）となった養子頼元の他、阿波守護家の祖詮春、和泉上守護家の祖頼有、備中守護家の祖満之がいる。養子は、頼元の他に、和泉下守護家の祖基之（満之の子）がいる。

## 墓所・木像・肖像画
墓所は頼之が建立した寺である京都府京都市西京区の衣笠山地蔵院、山型の自然石が墓石として残されている。地蔵院には頼之の法体の肖像画や木像、頼之夫人の肖像画も所蔵されている。その他、頼之が細川氏発祥地に建立した愛知県岡崎市細川町の細川山蓮性院にも墓がある。頼之の位牌や念持仏なども所蔵されている。

## 資料・研究書・論文
- 『太平記』 - 南北朝時代を書く軍記物語。物語は頼之の管領就任時をもって終わる。頼之自身も編纂に携わっているとも言われる。
- 『細川頼之記』 - 内容の信憑性には疑問が持たれている。
- 細川潤次郎『細川頼之補伝』1891年（明治24年）
- 猪熊信男『細川清氏と細川頼之』鎌田共済会、1959年。
- 小川信『細川頼之』吉川弘文館<人物叢書>、1972年。ISBN 4642051759
- 水野圭士「細川頼之政権と持明院統の分裂」（学習院大学人文科学論集 2017年）